# Caliban - La guerra
Caliban - La guerra (Caliban's War) è un romanzo di fantascienza scritto da James S. A. Corey, pseudonimo del collettivo formato dagli scrittori Daniel Abraham e Ty Franck. È il secondo libro della serie The Expanse, preceduto da Leviathan - Il risveglio. Il terzo libro, Abaddon's Gate - La fuga, è stato pubblicato il 4 giugno 2013 in lingua originale e tradotto in italiano nel 2016.

## Trama
Diciotto mesi dopo gli eventi di Leviathan - Il risveglio, il sistema solare è in equilibrio precario mentre osserva gli eventi sconosciuti in atto sul pianeta Venere. La Terra e Marte sono ancora in procinto di darsi battaglia, senza riconoscere il pericolo che l'incidente di Eros può significare per l'umanità.
Il prologo è ambientato su Ganimede e vede la piccola Mei Meng, una bambina immunodepressa, portata via da scuola dal suo medico curante e da una donna che si spaccia per sua madre. La bambina, fidandosi del dottore, viene portata in un laboratorio segreto sulla base dove incontra una figura mostruosa che la farà gridare dal terrore.
Dopo i fatti del primo libro, ritroviamo la Terra e Marte in una fase di pace/stallo, con i Cinturiani sullo sfondo. Poche ore dopo i fatti del prologo, i marine della Terra e Marte di stanza a terra vengono attaccati e decimati da un super soldato alieno capace di muoversi sulla superficie senza protezioni e senza usare armi. La sergente di artiglieria Bobbie Draper, una marine marziana, è l'unica sopravvissuta e la sua armatura registra l'intero scontro e infine l'autodistruzione del mostro stesso. All'oscuro di quanto realmente accaduto, lo scontro a terra viene considerato un attacco da entrambi gli eserciti di Terra e Marte e si scatena una battaglia nello spazio attorno al satellite che fa precipitare nel caos la colonia colpita dagli scontri. Il padre di Mei, Praxidike "Prax" Meng, è un botanico che vede il lavoro di tutta una vita distrutto dai risultati degli scontri. Dopo la distruzione della sua serra, si precipita a cercare la figlia venendo così a sapere della sua scomparsa.
Qualche tempo dopo, alla Rocinante, comandata ancora da Holden, e al suo equipaggio, viene chiesto di consegnare degli aiuti umanitari a Ganimede da parte della OPA e di indagare cosa sia successo. Nel frattempo Prax non si da pace per trovare sua figlia e scopre tramite un hacker degli indizi sul suo rapimento ma non ha più niente per pagare l'hacker per scoprire dove sia stata portata. Sulla Terra, Chrisjen Avasarala, una leader delle Nazioni Unite Terrestri, cerca di capire cosa sia successo e dà ordine di pedinare Holden. Uno stremato Prax, poco prima di una sommossa della folla per il cibo, riconosce Holden e lo supplica di dargli aiuto. Ascoltatolo, Holden decide di aiutarlo e portando il pagamento per l'hacker, scoprono dove sia stata portata la bambina. Raggiunto il laboratorio segreto, durante lo scontro a fuoco, viene liberato un secondo super soldato che fugge e libera il passaggio per Holden e la sua truppa (senza che Holden capisca cosa sia successo). Al suo passaggio, la bambina non viene trovata ma viene trovato il cadavere di un altro amichetto di Mei, anche lui immunodepresso. Nella perquisizione, Holden identifica tracce delle supermolecola e in preda al panico dopo i fatti di Eros, scappa verso l'anonimo mercantile usato per arrivare in sordina su Ganimede. Lì, trova un commando dell'esercito della Terra che ha avuto intanto l'ordine di prelevare e portare sulla Terra Holden e la sua ciurma. Questi riescono però a fuggire e a raggiungere la Rocinante che è atterrata sulla superficie poco lontano dal laboratorio segreto. Durante la fuga da Ganimede, l'equipaggio si accorge di avere a bordo un secondo superguerriero che viene eliminato riportando però gravi danni all'astronave.
Intanto, dopo essere stata recuperata e guarita, almeno fisicamente, la Sergente Draper viene inviata sulla Terra con la delegazione di Marte per partecipare ai negoziati alle Nazioni Unite essendo l'unico testimone dello scontro con il super guerriero su Ganimede. Stressata dalle discussioni diplomatiche, la sergente sbotta contro entrambe le delegazioni che ignorano l'attacco dell'alieno sulla superficie di Ganimede. Per questo motivo, viene allontanata dalla riunione e dismessa dalla delegazione marziana, ma subito dopo assunta da Chrisjen Avasarala. Nonostante un conflitto emotivo interno per essere marziana e lavorare per un'entità terrestre, la Sergente Draper dimostra la sua affidabilità ad Avasarala smascherando il doppio gioco del segretario il quale sabotava le azioni di Avasarala nelle lotte politiche interne delle NU. Nel gioco politico in corso,  viene affidato ad Avasarala prima il compito di studiare quello che succede su Venere infettato dalla protomolecola (ci sono strane attività che coincidono con gli attacchi dei due soldati alieni) e successivamente inviata dal proprio capo su una sorta di nave da crociera diretta lentamente verso Ganimede con lo scopo di poterne controllare le comunicazioni ed eventualmente tagliarla fuori dai giochi. Avasarala, non potendo rifiutare, nomina la Sergente Draper come sua guardia del corpo.
La Rocinante, danneggiata, torna sulla stazione di Tycho dove Holden affronta in maniera dura il suo datore di lavoro Fred Johnson accusandolo di essere coinvolto con ciò che è accaduto su Ganimede avendogli Holden dato quella che credeva essere l'ultimo esemplare di protomolecola alla fine del libro precedente. Fred nega ogni addebito e infuriato licenzia Holden. Diventati indipendenti, Holden e il suo equipaggio decidono di aiutare Prax a recuperare sua figlia e con un messaggio diretto a tutto il sistema solare per raccontare la sua storia, ottengono fondi a sufficienza per perseguire il salvataggio di Mei avendo scoperto che la bambina è stata portata su Io. Però qualcuno cerca di sabotare la missione convincendo la ex-moglie di Prax a lanciare un messaggio denigratorio nei confronti del ricercatore per alienargli l'opinione pubblica.
A bordo della nave da crociera, Avasarala viene informata che una flottiglia militare delle NU si è mossa per intercettare e distruggere la Rocinante. Avasarala cerca di avvertire Holden e tramite questa azione i suoi sospetti che quel viaggio fosse una trappola per controllarla vengono confermati quando il capitano della nave comunica che un guasto impedisce qualsiasi comunicazione. La Sergente Draper viene istruita di prendere il controllo della nave, e dopo alcune scaramucce riesce nell'intento, scoprendo la presenza di una pinaccia da corsa, che verrà utilizzata dalle 2 donne per raggiungere in tempo Holden e avvertirlo del pericolo. Inizia così la collaborazione tra Avasarala e l'equipaggio della Rocinante. Non potendo evitare uno scontro, la Sergente Draper contatta la flotta marziana e assieme ad Avasarala convincono la flotta Marziana a difenderli dalla flotta delle NU. Arrivati in orbita del sistema gioviano, 3 flotte si fronteggiano: a quella di Marte e quella della UN, se ne affianca una seconda della UN, ma amica di Avisarala. Una battaglia tra la flotta marziana e quella terrestre alleata di Avasarala e la flotta avversa ha luogo con la sconfitta di quest'ultima. Ma dalla base dove si trova Mei, viene lanciato nello spazio contro Marte un contingente di guerrieri generati dalla protomolecola. Alcuni vengono intercettati e distrutti, un folto gruppo riesce a passare dirigendosi verso Marte, dove se anche uno dovesse atterrare produrrebbe notevoli danni e diffondere la protomolecola sul pianeta come accaduto su Eros. Dopo aver vinto la battaglia, Draper, Amos e Prax atterrano sul satellite. Amos e Prax si intrufolano nella base e riescono a ritrovare e salvare Mei. Draper affronta un altro supersoldato e dopo l'esperienza precedente riesce ad averne la meglio e liberarsi dal senso di colpa causato dalla perdita di tutto il suo contingente durante l'attacco subito su Ganimede.
La Rocinante assieme ad Avasarala torna sulla Luna per celebrare la sua vittoria e liberarsi della fazione opposta e dei responsabili della creazione dei soldati protomolecolari. Durante la celebrazione della vittoria, la OPA distrugge tutti i soldati protomelecolari scampati al lancio generando però una reazione di Venere che lancia nello spazio un misterioso oggetto spaziale.

## Personaggi in prima persona
- James Holden è il capitano della nave da guerra Rocinante. Lui e il suo equipaggio hanno lavorato per l'Alleanza dei Pianeti Esterni per 18 mesi dal episodio conosciuto come l'Incidente di Eros. Mentre aiutano il botanico Prax nella ricerca della figlia, Holden incontra alcuni indizi che gli fanno capire che c'è ancora gente che gioca con la protomolecola. Avendo rotto i suoi legami con la OPA, diventa un ancora più importante pezzo sullo scacchiere nel gioco del controllo del sistema solare.

- Chrisjen Avasarala è un ufficiale di alto grado delle Nazioni Unite che sa come fare le cose. Ben al di dentro dell'organizzazione, riesce a monitorare gli eventi sulla Terra, Marte, Ganimede e Venere. Vede gli eventi arrivare ma non ne comprende appieno le sfumature, accetta una posizione che la portano lontana dal centro del potere aspettando il momento giusto per sferrare il suo attacco contro i nemici.

- Bobbie Draper è la Marina marziana che staziona su Ganimede, una delle lune più grandi di Giove e usata come granaio del sistema solare. Dopo aver testimoniato la brutale distruzione del suo contingente e di quello della Terra, viene mandata sulla Terra per partecipare ai negoziati. Non sentendosi partecipe del modo in cui la discussione verte (nessuno parla di quello che realmente è successo), si licenzia e viene assunta da Avasarala.

- Praxidike Meng è un botanico che lavora su Ganimede e realizza che sua figlia è stata rapita all'inizio dei problemi su Ganimede. Inizia la ricerca di sua figlia e si incontra per puro caso con Holden e il suo team. Questi decidono di aiutarlo in maniera decisa quando li guida a scoprire che qualcuno sta facendo ancora esperimenti sulla protomolecola. Praxi diventa la facciata pubblica della crisi di Ganimede e i suoi sforzi di ritrovare sua figlia incontrano tentativi di depistamento che avvalorano la ricerca intrapresa da Holden per scoprire chi sia a fare ricerche militari sulla protomolecola.

## Edizioni

### Edizioni in italiano
- James S. A. Corey, Caliban - La guerra, eBook, Fanucci Editore, 12 novembre 2015.
- James S. A. Corey, Caliban - La guerra, Fanucci Editore, 26 novembre 2015, ISBN 9788834729083.